# Primer Yacimiento Petrolífero, Bahréin

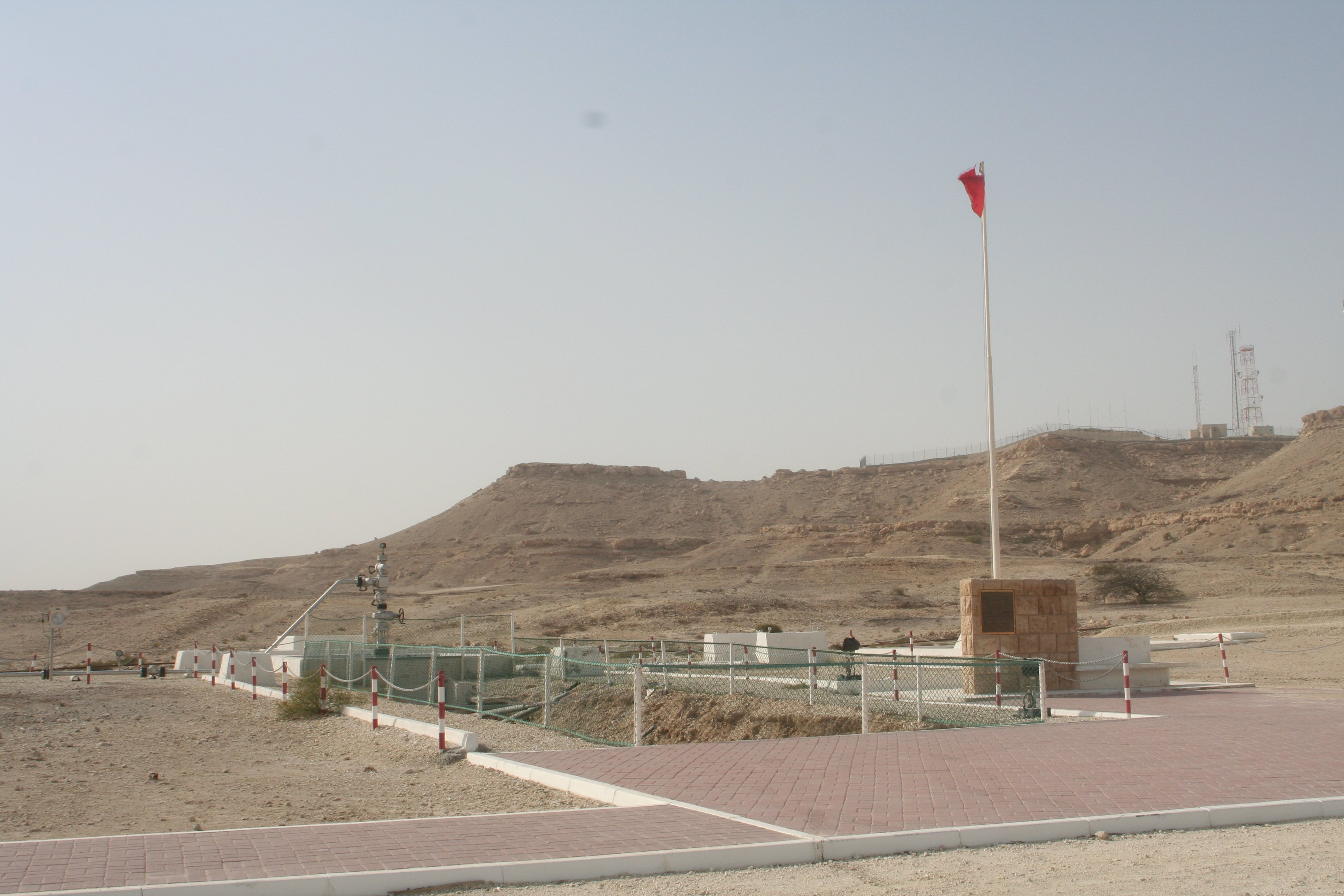
El primer pozo petrolífero de Baréin fue descubierto en 1932

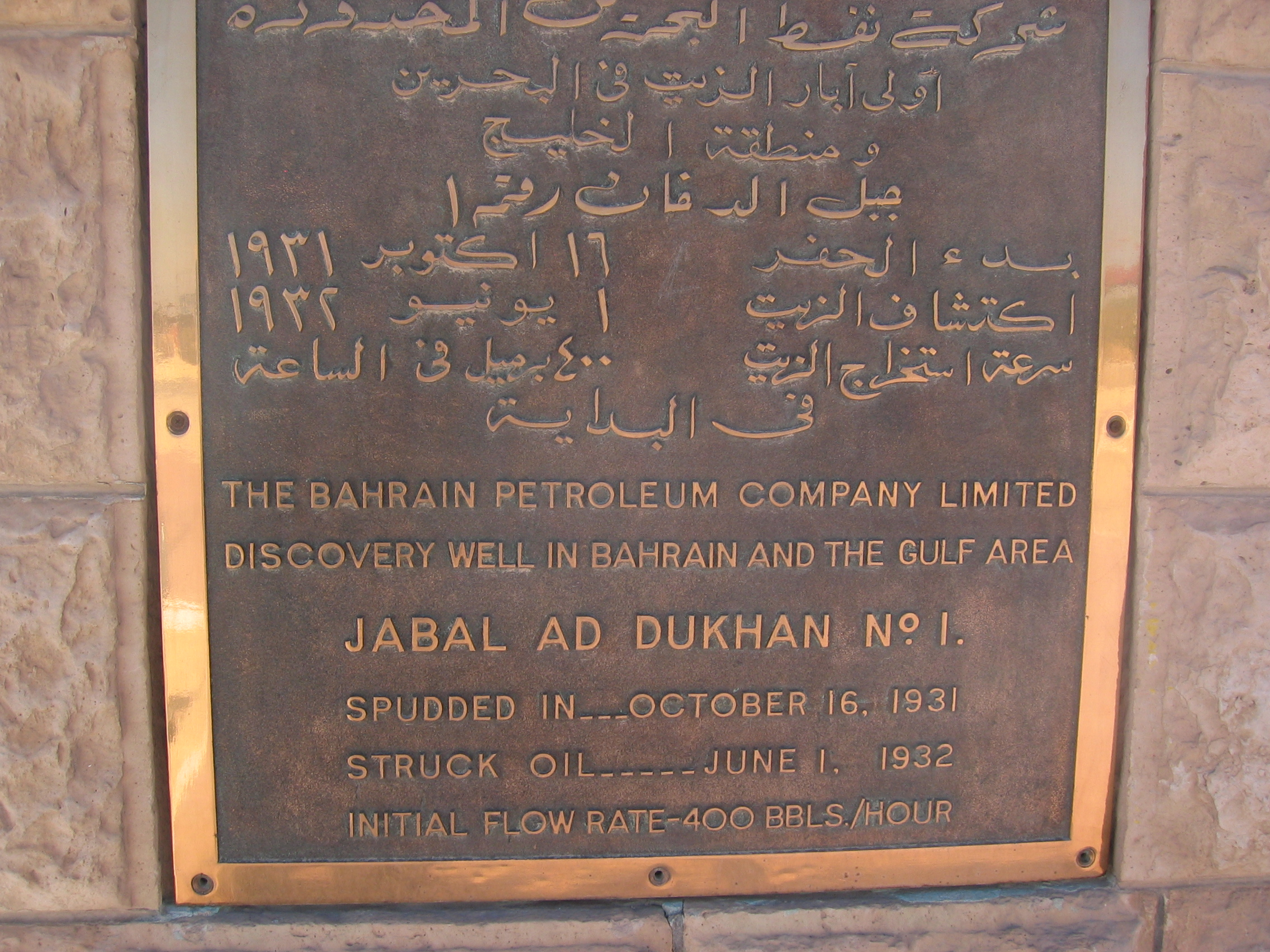
La placa que conmemora el descubrimiento

El primer pozo petrolífero en el lado árabe del Golfo Pérsico está localizado en Baréin. El yacimiento está situado bajo Jebel Dukhan.  Fue descubierto y operado por Bahrain Petroleum Company (BAPCO), establecida en 1929 en Canadá por Standard Oil Company de California.
El petróleo salió por primera vez de este pozo el 16 de octubre de 1931, y finalmente comenzó a funcionar en la mañana de 2 de junio de 1932. El flujo inicial de petróleo era 9,600 barriles por día (1530 m³/d); en la década de 1970, el pozo producía 70 mil barriles diarios (11000 m³/d), y luego se estabilizó en alrededor de 35 mil barriles diarios (5600 m³/d). En 1980, el gobierno de Baréin se hizo cargo de BAPCO. Cerca del pozo, que ha sido reconstruido a su primera apariencia, hay un establo.
Baréin fue el primer lugar en el lado árabe del Golfo Pérsico donde se descubrió petróleo, y coincidió con el colapso del mercado mundial de perlas.